# Billy McFarland
William Zervakos McFarland (nacido el 11 de diciembre de 1991) es un empresario y estafador estadounidense cuyos emprendimientos se han caracterizado por terminar en fraudes. Ha cumplido una condena en prisión por delitos financieros relacionados con el Fyre Festival, habiendo defraudado a inversores por valor de 27,4 millones de dólares. Vanity Fair lo describe como «el modelo de la estafa millennial».
En 2013, McFarland fundó Magnises, un club basado en tarjetas dirigido a los millennials, utilizando 1,5 millones de dólares de financiación de inversores. Más tarde fundó y fue director ejecutivo de Fyre Media, que desarrolló la aplicación móvil Fyre para contratar talentos musicales. A finales de 2016, junto con el rapero Ja Rule, McFarland cocreó el Fyre Festival, un festival de música «de lujo» destinado a promocionar la aplicación Fyre. El evento estaba programado para abril y mayo de 2017, pero fue abortado (después de la llegada de los asistentes) debido a problemas de seguridad, alimentación, logística, falta de personal, alojamiento y relaciones con los talentos.
En mayo de 2017, McFarland y Ja Rule fueron demandados por 100 millones de dólares en una demanda colectiva en nombre de los asistentes al Fyre Festival. Al mes siguiente, McFarland fue arrestado y acusado de fraude electrónico en un tribunal federal de Manhattan por su papel en la organización del festival. Después de declararse culpable de dos cargos de fraude electrónico en marzo de 2018, fue sentenciado a seis años de prisión federal. Quedó en libertad a finales de marzo de 2022 después de cumplir menos de cuatro años.

## Primeros años y educación
McFarland nació en 1991, y se crio en la sección Short Hills de Millburn, Nueva Jersey. Sus padres, Steven McFarland e Irene Zervakos, son promotores inmobiliarios. Se graduó de la Escuela Pingry en 2010. Luego asistió a la Universidad Bucknell, pero abandonó sus estudios en mayo de su primer año.

## Carrera
Después de que McFarland abandonó la universidad, fundó la efímera plataforma de publicidad en línea Spling, donde se desempeñó como director ejecutivo. TechCrunch describió a Spling como una red para compartir contenidos y criticó su similitud con otros servicios que existían en ese momento.
En agosto de 2013, McFarland donó a la empresa de pagos Magnises 1,5 millones de dólares de financiación de inversores, con el objetivo de crear una «tarjeta negra» exclusiva con ventajas sociales, como la membresía de un club, dirigida a los millennials orientados al estatus en ciertas grandes ciudades. McFarland también lanzó Fyre Media Inc., la empresa matriz del Fyre Festival. En una hoja de condiciones enviada a los inversores, Fyre Media afirmó tener un valor de 90 millones de dólares; sin embargo, según las autoridades, la empresa sólo hizo negocios por alrededor de 60 000 dólares.

## Fyre Festival

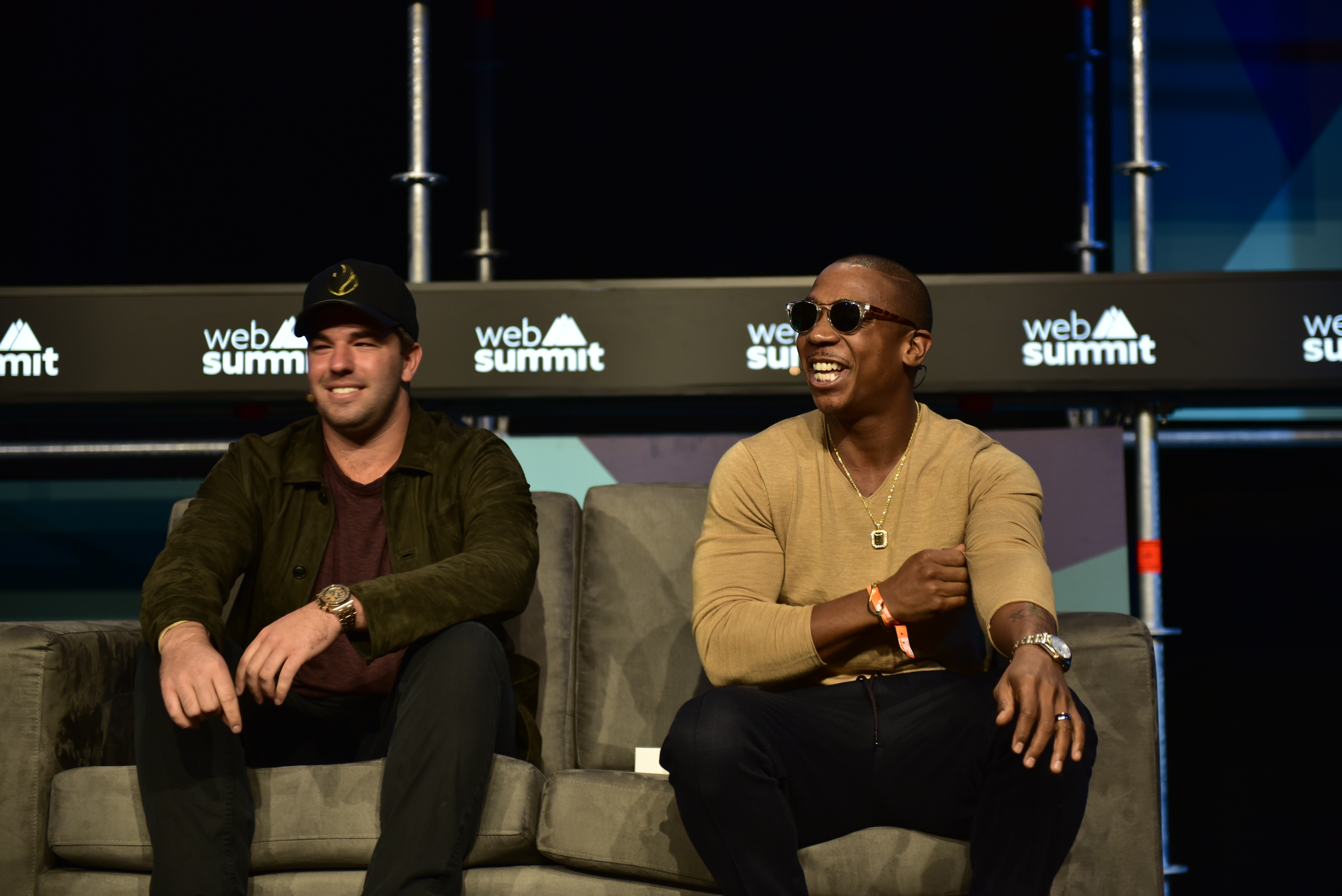
McFarland con Ja Rule en la Web Summit 2016.

McFarland fundó Fyre Media y publicitó un festival de música de lujo en las Bahamas, llamado Fyre Festival, para promocionar la aplicación de reserva de música Fyre. El festival, que se celebraría en abril de 2017, fue anunciado mediante un vídeo que incluía un grupo de modelos de Instagram, incluidas Bella Hadid y Emily Ratajkowski, quienes, junto con Kendall Jenner, se esperaba que estuvieran en el festival. Sin embargo, el festival experimentó una serie de problemas graves de gestión, administración y tergiversación, y fue cancelado después de que los invitados comenzaron a llegar a la isla Great Exuma. Los invitados fueron recibidos con tiendas de campaña y sándwiches preenvasados en lugar de las lujosas villas y comidas que les prometieron. Posteriormente, el festival se convirtió en el foco de investigaciones federales estadounidenses y de múltiples demandas.
McFarland pidió prestado hasta $7 millones en un esfuerzo por financiar el festival, tomando un préstamo con una tasa efectiva anualizada del 120 por ciento. McFarland incumplió el pago del préstamo y el prestamista presentó una demanda.
La controversia en torno al Fyre Festival se detalló en dos documentales en enero de 2019: Hulu estrenó Fyre Fraud, dirigida por Jenner Furst y Julia Willoughby Nason, el 14 de enero, y Netflix estrenó Fyre: The Greatest Party That Never Happened, dirigida por Chris Smith, el 18 de enero.

## Condena por fraude
El 1 de mayo de 2017, los organizadores del Festival Fyre, Billy McFarland y Ja Rule, fueron demandados por 100 millones de dólares en una demanda colectiva en relación con el fallido Festival Fyre que dejó a los asistentes varados en la isla de Gran Exuma sin provisiones básicas. Además de la demanda colectiva presentada en mayo de 2017, se presentaron 6 demandas federales y 4 individuales en relación con el plan. McFarland fue arrestado por agentes federales el 30 de junio de 2017 y acusado de fraude electrónico en relación con Fyre y Fyre Festival. Fue puesto en libertad bajo fianza de 300 000 dólares el 1 de julio. McFarland enfrentaba hasta 4 años y 9 meses según las pautas de sentencia de Estados Unidos, según la fiscal adjunta Kristy Greenberg. Añadió que la corta pero agitada carrera de McFarland mostró un «patrón de engaño» y «experiencias de lujo demasiado prometedoras que no se cumplieron». En julio de 2017, McFarland estuvo representado por un defensor público en una audiencia de fianza después de que a su equipo legal anterior «no se le había pagado lo suficiente para continuar representándolo». Posteriormente, McFarland contrató a la empresa privada Boies, Schiller & Flexner como representación. Mientras estaba en libertad bajo fianza, cometió más fraude con un plan llamado «NYC VIP Access» que vendía entradas para eventos que no habían sido anunciados o cuyas entradas no estaban disponibles para la compra del público, incluida la Met Gala. Se grabaron (sin darse cuenta él) imágenes de él llevando a cabo este fraude y luego aparecieron en el documental Fyre de Netflix.
En marzo de 2018, McFarland se declaró culpable de dos cargos de fraude electrónico en un tribunal federal de Manhattan y admitió haber utilizado documentos falsos para atraer inversores para que invirtieran más de 26 millones de dólares en su empresa. Acordó perder 26 millones de dólares. El 12 de junio de 2018, McFarland fue acusado de vender entradas fraudulentas para eventos como la Met Gala, Burning Man y Coachella mientras estaba en libertad bajo fianza.

## Encarcelamiento
El 11 de octubre de 2018, McFarland fue sentenciado a seis años de prisión federal. Durante su estancia en prisión, McFarland dice que intentó escribir un libro utilizando notas de voz y crear un pódcast usando un teléfono de la prisión. Dice que ambas cosas no estaban permitidas y, por lo tanto, fue castigado con reclusión en régimen de aislamiento. En abril de 2020, durante la pandemia de COVID-19, McFarland solicitó la liberación compasiva de la Institución Correccional Federal, Elkton, en Lisbon, Ohio, para evitar contraer el virus, con el razonamiento de que, como asmático, era especialmente vulnerable al virus. Su solicitud fue denegada el mismo mes. En julio de 2020, se informó que McFarland dio positivo por COVID-19 en las instalaciones.
Salió de prisión a principios del 30 de marzo de 2022 para ser trasladado a un centro de reinserción social. Su estancia bajo arresto domiciliario terminó en septiembre de 2022.

## Después del encarcelamiento
En octubre de 2022, McFarland adelantó en un video en TikTok y YouTube Shorts que estaba planeando una nueva empresa comercial llamada «PYRT», y que se anunciarían más detalles en noviembre de 2022. En una entrevista con Vanity Fair lo describió como «realidad virtual inmersiva descentralizada». La revista lo describió como «Fyre Festival versión light, sin problemas de capacidad». El Gobierno de las Bahamas respondió a las especulaciones de que PYRT podría realizar eventos en el país afirmando que consideran a McFarland un «prófugo» y que el gobierno no respaldaría ningún evento asociado con McFarland.
En abril de 2023, McFarland anunció a través de Twitter que «Fyre Festival II finalmente se llevará a cabo».  A abril de 2023, no había proporcionado ningún detalle, como invitados musicales o fechas. En agosto de 2023, McFarland anunció en TikTok que las «primeras 100» entradas para Fyre II estaban a la venta por 499 dólares, a pesar de no tener todavía anunciado un lugar, una fecha ni ningún acto musical. Según McFarland, las entradas se agotaron relativamente rápido.